# Asiaceratop
L'asiaceratop (Asiaceratops, "cara banyuda asiàtica") és un gènere de dinosaure ceratop que va viure al Cretaci superior. Les seves restes fòssils s'han trobat a la Xina, Mongòlia i l'Uzbekistan. L'espècie tipus, A. salsopaludalis, va ser formalment descrita per Nesov i Kaznyshkina l'any 1989. S'ha assignat una segona espècie a aquest gènere, A. sulcidens.